# مرغ توفان پینکویا
مرغ توفان پینکویا (نام علمی: Oceanites pincoyae) نام یک گونه از تیره مرغان توفان جنوبی است.